# 金宇城
金 宇城（キム・ウソン、朝鮮語: 김우성、1912年 - 1976年1月5日または1月6日）は、日本統治時代の朝鮮および大韓民国の育英事業家、政治家。第2代韓国国会議員。

## 経歴
本籍は全羅北道長水郡。普通学校卒。解放前は面長、解放後は韓国青年団（のちの大韓青年団）副団長、大韓青年団長水郡団長を務めた。1950年の第2代総選挙に長水郡選挙区より無所属で出馬し当選し、国会では農林分科委員を務めた。このほか、長水中学校、長渓中学院（現・長渓中学校）の設立にも関わった。1976年に脳溢血により死去。享年63。